# Шубівська сільська рада
| Шубівська сільська рада — колишній орган місцевого самоврядування у Кагарлицькому районі Київської області з адміністративним центром у с. Шубівка. Історична дата утворення: в 1924 році. Водоймища на території, підпорядкованій даній раді: річка Росова. Сільській раді підпорядковані населені пункти: - с. Шубівка - с. Землянка |

## Склад ради
Рада складається з 12 депутатів та голови.

### Керівний склад ради
| ПІБ                          | Основні відомості                                                         | Дата обрання | Дата звільнення |
| ---------------------------- | ------------------------------------------------------------------------- | ------------ | --------------- |
| Черкай Микола Володимирович  | Сільський голова, 1951 року народження, освіта, член народної партії      | 26.03.2006   | 31.10.2010      |
| Широкоступ Микола Васильович | Сільський голова, 1975 року народження, освіта вища, член Партії регіонів | 31.10.2010   |                 |

Примітка: таблиця складена за даними джерела